# Metropolia di Xanthi e Periteorio

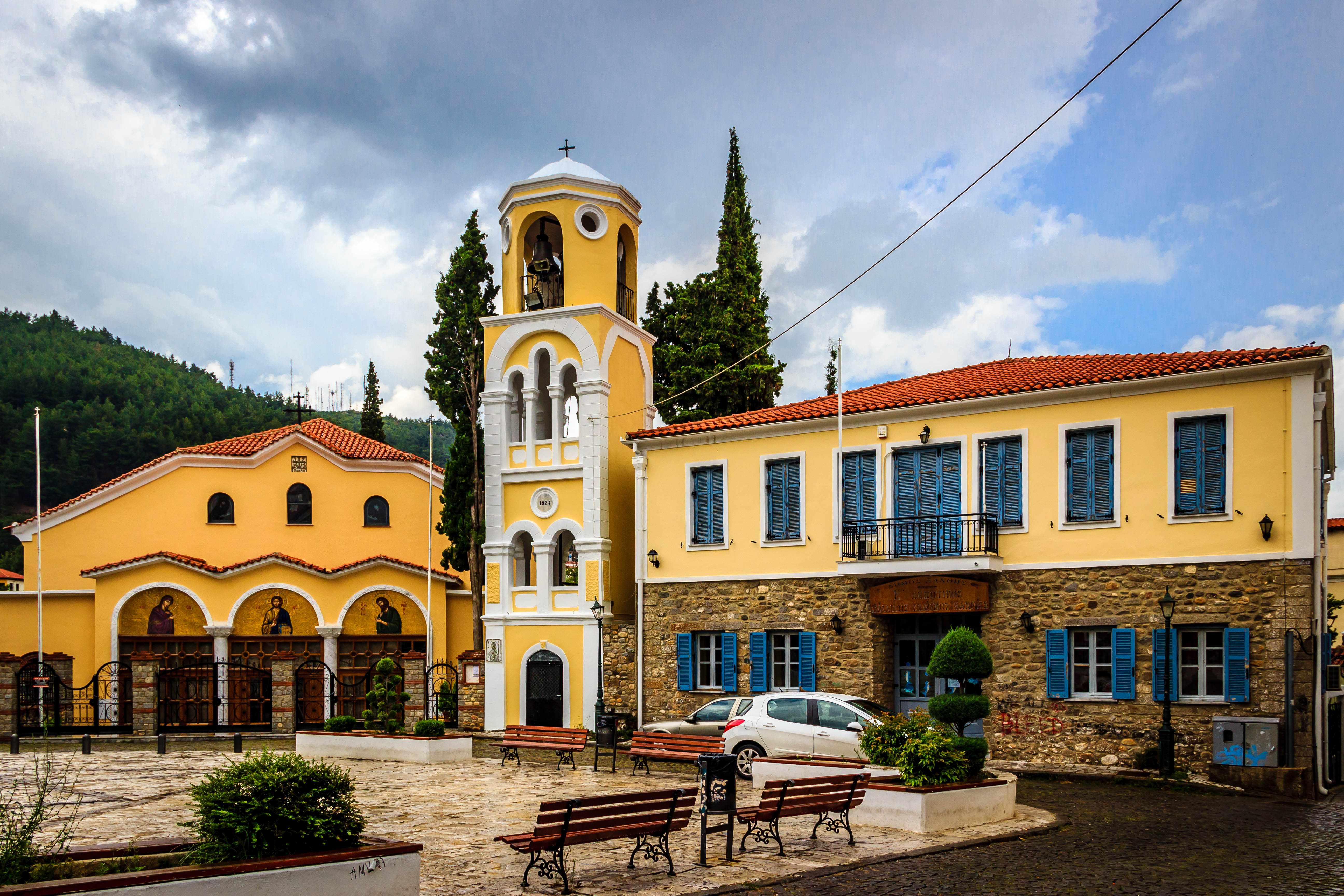
La cattedrale metropolitana di San Giovanni Battista.

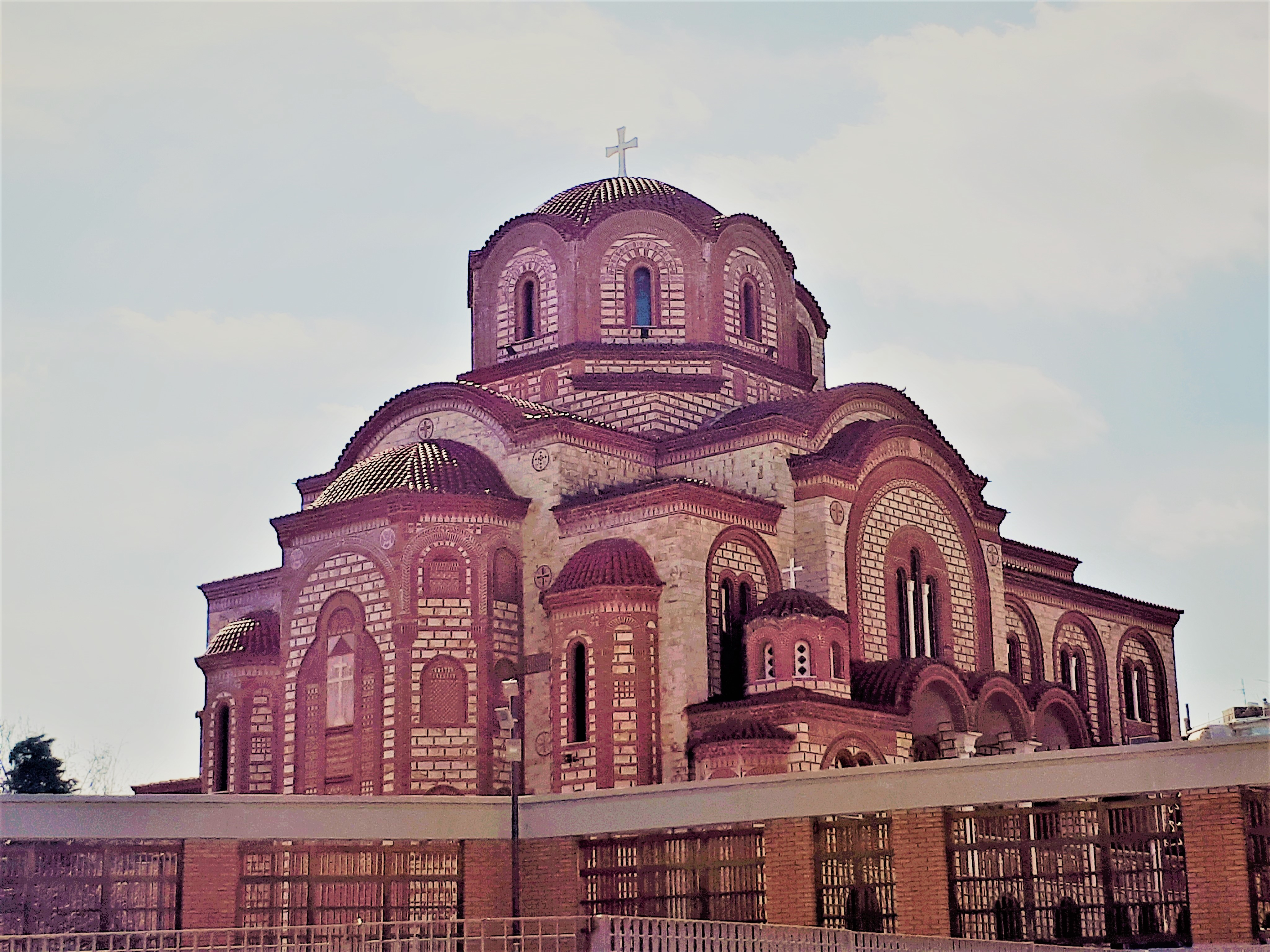
La chiesa cattedrale di Santa Sofia.

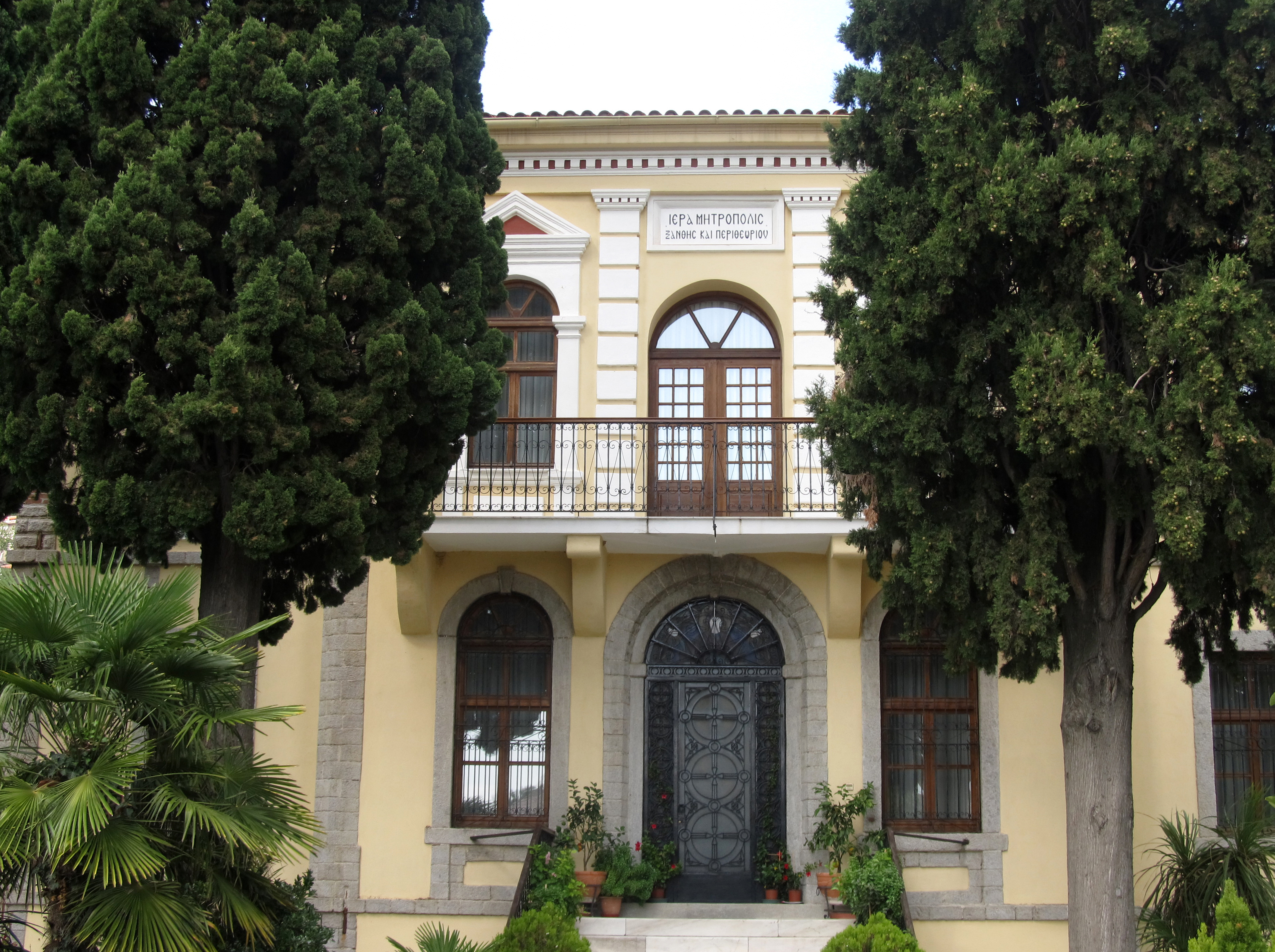
La sede della curia metropolitana.

La metropolia di Xanthi e Periteorio (in greco: Ιερά Μητρόπολις Ξάνθης και Περιθεωρίου; Ierá Mitrópolīs Xanthis kai Peritheoriou) è una diocesi del patriarcato ecumenico di Costantinopoli, pastoralmente affidata alla Chiesa di Grecia, con sede a Xanthi, nella Macedonia Orientale e Tracia, dove si trova la cattedrale metropolitana di San Giovanni Battista.
Dal 29 gennaio 1995 il metropolita è Pantalemone Kalafatis.

## Territorio
La metropolia si trova nella Macedonia Orientale e Tracia e si estende sull'intera unità periferica di Xanthi.
Sede del metropolita è la città di Xanthi, dove si trova la cattedrale metropolitana di San Giovanni Battista.
Nel territorio si trovano 86 parrocchie e 4 monasteri.
Dal punto di vista canonico, la metropolia fa parte del patriarcato ecumenico di Costantinopoli. Tuttavia, trovandosi in territorio greco, la gestione pastorale è affidata alle cure dell'arcivescovo di Atene e della Chiesa di Grecia.

## Storia
La metropolia unisce nel nome due antiche sedi di epoca bizantina, Xanthi e Periteorio, entrambe attestate per la prima volta durante il concilio di Costantinopoli dell'879-880 che riabilitò il patriarca Fozio di Costantinopoli, al quale presero parte i vescovi Giorgio di Xanthi e Giacomo di Periteorio.
Periteorio è menzionata per la prima volta nella Notitia Episcopatuum redatta dall'imperatore bizantino Leone VI (886-912). In seguito la sede è menzionata nelle altre Notitiae Episcopatuum del patriarcato fino agli inizi del XV secolo; nel corso nel XIV secolo fu elevata al rango di metropolia. Dopo l'occupazione ottomana della regione, la metropolia di Periteorio fu soppressa e unita a quella di Xanthi.
Anche la sede di Xanthi è menzionata Notitiae Episcopatuum del patriarcato dal X fino agli inizi del XV secolo; nel corso nel XIV secolo fu elevata dapprima al rango di arcidiocesi autocefala e poi di metropolia. A partire dalla seconda metà del XV secolo, in seguito all'unione con Periteorio, con il metropolita Ignazio i vescovi portano il doppio titolo di "Xanthi e Periteorio".
Nell'ottobre 1924 cedette una porzione di territorio a vantaggio dell'erezione della metropolia di Kavala.

## Cronotassi
- Giorgio † (menzionato nell'879)[9]
- Gerasimo † (menzionato nel 1329)[10]
- Paolo † (menzionato tra il 1344 e il 1347)[11]
- Ignazio † (menzionato nel 1467)
- Giuseppe † (1474 - 1477)
- Matteo † (1484 - 1488)
- Pacomio † (1497 - 1498)
- Teodosio † (menzionato nel 1541)
- Dositeo † (1545 - 1564)
- Ioasaf † (1564 - 1565)
- Paisio † (1565 - 1566)
- Ioasaf † (1566 - 1570)
- Filippo † (menzionato nel 1570)
- Gregorio † (prima del 1575 - dopo gennaio 1580)
- Filemone † (1580 - 1590)
- Partenio † (1590 - 1593)
- Filoteo † (menzionato nel 1593)
- Gregorio † (1595 - 1609)
- Gabriele † (1609 - 1623 deceduto)
- Doroteo † (30 maggio 1623 - ?)
- Samuele † (1623 - 1632)
- Gioannichio † (menzionato nel 1632 e nel 1634)
- Samuele † (1646 - 1648 deceduto)
- Silvestro † (febbraio 1648 - ?)
- Giuseppe † (menzionato nel 1671)
- Damasceno † (menzionato nel 1671)
- Daniele † (menzionato nel 1697)
- Damasceno † (? - 1702 deceduto)
- Simeone † (7 agosto 1702 - 1707)
- Macario † (1708 - 1720)
- Cirillo † (1721 - 1726)
- Partenio † (1726 - 1742)
- Metrofane † (1742 - 1756)
- Cirillo † (1756 - 1764 eletto metropolita di Dristra)
- Filareto † (1764 - luglio 1789 deceduto)
- Natanaele † (1789 - 29 agosto 1806 dimesso)
- Serafino Grosos † (settembre 1806 - ottobre 1831 eletto metropolita di Smirne)
- Eugenio † (ottobre 1831 - ottobre 1848)
- Melezio Fotiou † (3 ottobre 1848 - 26 gennaio 1858 eletto metropolita di Mitilene)
- Panareto Misaikof † (26 gennaio 1858 - 25 febbraio 1861 eletto metropolita di Filippopoli)
- Dionisio Mtistis † (25 febbraio 1861 - 13 ottobre 1866 dimesso)
- Ilarione Karacallas † (15 marzo 1867 - 23 ottobre 1872 eletto metropolita di Samakovo)
- Callinico Thomaidis † (23 ottobre 1872 - 4 marzo 1875 eletto metropolita di Calcedonia)
- Callinico Euftichides † (7 marzo 1875 - 12 dicembre 1877 deceduto)
- Filoteo Konstantinidis † (12 dicembre 1877 - 26 agosto 1885 eletto metropolita di Coriza)
- Dionisio Kardaras † (2 settembre 1885 - 1º agosto 1891 eletto metropolita di Ganos e Chora)
- Gioacchino Sgouros † (1º agosto 1891 - 25 novembre 1910 eletto metropolita di Salonicco)
- Antimo Anastasiadis † (25 novembre 1910 - 3 settembre 1922 deceduto)
- Policarpo Psomiadis † (13 ottobre 1922 - 17 agosto 1935 dimesso)
- Gioacchino Martinianos † (novembre 1935 - 5 dicembre 1942 eletto metropolita di Polyani e Kilkis)
- Gioacchino Smyrniotis † (13 dicembre 1942 - 10 dicembre 1945 eletto metropolita di Polyani)
- Gioacchino Martinianos † (10 dicembre 1945 - 18 dicembre 1953 deceduto) (per la seconda volta)
- Antimo Klaoudatos † (28 marzo 1954 - 24 luglio 1994 deceduto)
- Pantalemone Kalafatis, dal 29 gennaio 1995